# Teejan Bai
Pour les articles homonymes, voir Bai.
Teejan Bai (née le 8 août 1956 à Durg) est une chanteuse indienne, représentante du Pandavani, une forme d'art du spectacle traditionnel du Chhattisgarh, dans laquelle elle met en scène des contes du Mahabharata, avec des accompagnements musicaux.

## Biographie
Teejan Bai naît dans le village de Ganiyari, à 8,7 milles (14,0012928 km) au nord de Bhilai, de Chunuk Lal Pardhi et de sa femme Sukhwati. Elle appartient à la tribu répertoriée Pardhi de l'État du Chhattisgarh. Elle est l'aînée de ses cinq frères et sœurs.
Elle entend son grand-père maternel, Brijlal Pardhi, réciter le Mahabharata écrit par l'écrivain du Chhattisgarhi, Sabal Singh Chauhan, dans la variante du hindi, le chhattisgarhi, et s'y attache immédiatement. Elle en mémorise rapidement une grande partie puis suit une formation informelle auprès d'Umed Singh Deshmukh.

## Carrière
À 13 ans, elle donne sa première représentation publique dans un village voisin, Chandrakhuri (Durg) pour 10 roupies, en chantant dans le style du Vedmati Shaili du Pandavani, une première pour une femme, car traditionnellement les femmes chantaient dans le style Vedamati, le style assis. Contrairement à la tradition, Teejan Bai chante debout à voix haute avec sa voix gutturale typique et de la verve. En peu de temps, elle devient connue dans les villages voisins et les invitations à se produire lors d'occasions spéciales et de festivals affluent. Elle devient la représentante de la forme Kapalik, où elle peut se permettre des improvisations à partir du Mahabharata.
Sa grande percée vient lorsque Habib Tanvir, une personnalité du théâtre de Madhya Pradesh, remarque son talent et lui demande à se produire devant le Premier ministre, Indira Gandhi.
À partir des années 1980, elle voyage dans le monde entier en tant qu'ambassadrice culturelle, dans des pays aussi éloignés que l'Angleterre, la France, la Suisse, l'Allemagne, la Turquie, la Tunisie, Malte, Chypre, la Roumanie et l'île Maurice. Elle interprète des séquences du Mahabharata dans la série télévisée Bharat Ek Khoj réalisée par Shyam Benegal, adaptation du livre La Découverte de l'Inde de Jawaharlal Nehru, à l'occasion du centenaire de sa naissance en 1989.

## Vie privée
Elle est mariée de force à 12 ans avec un homme de 60 ans. Elle est expulsée au même âge par la communauté Pardhi, parce qu'elle est une femme qui chante le Pandavani. Elle se construit une petite hutte et commence à vivre seule, empruntant des ustensiles et de la nourriture aux voisins, mais n'abandonne jamais le chant. Elle n'est jamais allée chez son premier mari et divorce. Elle se mariera deux fois et devient grand-mère plus tard.

## Récompenses et distinctions
- 1998 : Padma Shri
- 1995 : Prix Sangeet Natak Akademi
- 2003 : Padma Bhushan
- 2018 : Prix de la culture asiatique de Fukuoka[10]
- 2019 : Padma Vibhushan